# Gallicano
Gallicano település Olaszországban, Toszkána régióban, Lucca megyében. Lakosainak száma 3593 fő (2023. január 1.). Gallicano Molazzana, Castelnuovo di Garfagnana, Fosciandora, Borgo a Mozzano, Coreglia Antelminelli, Barga és Fabbriche di Vergemoli községekkel határos.

## Népesség
A település lakossága az elmúlt években az alábbi módon változott:
| Lakosok száma | 3772 | 3733 | 3593 |
|               | 2017 | 2018 | 2023 |